# Callistomys pictus
Genre
Espèce
Synonymes
- Echimys pictus (Pictet, 1841)
- Isothrix picta Pictet, 1841

Statut de conservation UICN

 EN B1ab(ii,iii,iv) : En danger
Callistomys pictus est un petit rongeur de la famille des Echimyidae. C'est l'unique espèce connue du genre monotypique Callistomys. D'après l'Union internationale pour la conservation de la nature (IUCN), ce rongeur est en danger de disparition.
Cette espèce a été décrite pour la première fois en 1841 par le zoologiste et un paléontologue suisse François Jules Pictet de La Rive (1809-1872) et le genre par la zoologiste uruguayenne Louise Emmons (née en 1943), bien plus tard, en 1998.